# Ariobarzan II. Kioški
Ariobarzan II. Kioški (starogrško Ἀριoβαρζάνης, latinizirano: Ariobarzánes) je bil perzijski plemič, ki je nasledil svojega sorodnika ali očeta Mitridata (ali Ariobarzana I.)  kot vladar grškega mesta Kios v Miziji. V imenu perzijskega kralja je vladal 26 let med letoma 363 pr. n. št. in 337 pr. n. št.  Domneva se, da so bili on in njegova družina tisti, ki so se sredi 360-ih let. pr. n. št. uprli perzijskemu kralju Artakserksu II., vendar so bili do leta 362 pr. n. št. poraženi. Na položaju guvernerja Kiosa ga je nasledil Mitridat II. Kioški, ki je bil morda njegov sin, mlajši brat ali sorodnik. 
Diodor Sicilski  omenja Ariobarzana kot satrapa Frigije, Nepos pa kot satrapa Lidije, Jonije in Frigije. Demosten govori o Ariobarzanu in njegovih dveh ali treh sinovih, ki so postali atenski državljani. Ariobarzana ponovno omenja naslednje leto in pravi, da so mu Atenci poslali na pomoč  generala Timoteja. Ko je general uvidel, da se Ariobarzan odkrito upira perzijskemu kralju, mu ni hotel pomagati.